# Keres

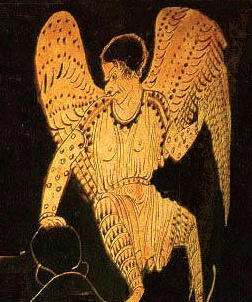
Museo de Arte de Cleveland, Catálogo n.º 1991.1

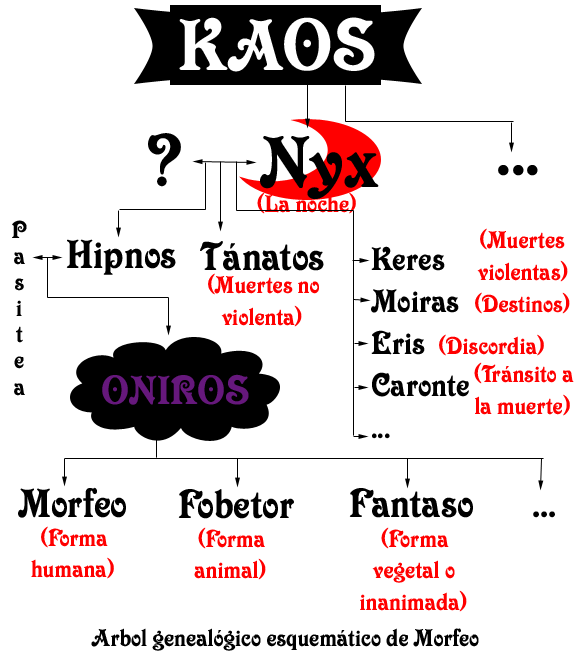
Árbol genealógico donde aparecen las Keres.

En la mitología griega, las Keres, Ceres o Parcas (Κῆρες), en singular, Ker, Cer o la Parca (Κήρ) eran espíritus femeninos de la muerte violenta. Hesíodo las menciona dos veces en la Teogonía. Primero la introduce como Ker, y la menciona con dos de sus hermanos, Moro (el Destino) y Tánato (la Muerte), pues los tres nos hablan de la naturaleza de la muerte. En este contexto parece ser la personificación de la muerte violenta, en tanto que Tánatos es la muerte natural y Moro el destino mortal de cada hombre. Hesíodo vuelve a mencionarla, esta vez en plural, como las Keres y en esta guisa las asocia con otro grupo de hermanas, las Moiras: «(La Noche) Parió igualmente a las Moiras y las Keres, vengadoras implacables; nunca cejan las diosas en su terrible cólera antes de aplicar un amargo castigo a quien comete delitos».  Como era de esperar las Keres eran hijas de la Noche (Nix) sin unión y, como tales, hermanas de Ezis (la Tristeza), Hipnos (el Sueño), Eris (la Discordia), Geras (la Senectud) o Némesis, entre otros muchos hijos. Los poetas latinos ya las imaginaron como hijas de la Oscuridad (Erebo) y la Noche. Pero para los trágicos las Keres eran identificadas como una fuerza similar a las Erinias, como destructoras de familias. También las Keres aparecen en la saga de los Argonautas, donde son invocadas por Medea para acabar con la vida del gigante Talos. La Suda equipara implícitamente a Pena en relación con las Keres. Las Keres también están asociadas a los telquines.
Eran descritas como seres oscuros, con dientes y garras rechinantes, sedientas de sangre humana. Sobrevolaban el campo de batalla buscando hombres moribundos o heridos. Una descripción de las Keres se encuentra en el Escudo de Heracles (248-57):

Las negras Fatalidades rechinando sus dientes blancos, ojos severos, fieras, sangrientas, aterradoramente se enfrentaron a los hombres agonizantes, pues estaban deseosas de beber su sangre oscura. Tan pronto como agarraban a un hombre que había caído o acababa de ser herido, una de ellas apretaba sus grandes garras en torno a él y su alma bajaba al Hades, al frío Tártaro. Y cuando había satisfecho sus corazones con sangre humana, arrojaban a ése tras ellas y se apresuraban de vuelta a la batalla y el tumulto.

En los textos homéricos puede ser descrita como la Ker de la muerte (o la Parca); Ker Thanatoio. El término Keres también se ha usado para describir el destino de una persona. Un ejemplo de esto puede hallarse en la Ilíada cuando Aquiles tiene que hacer la elección (o Keres) entre una larga y anónima vida en su hogar o la muerte en Troya y la gloria eterna. También, cuando Aquiles y Héctor van a enfrentarse en una pelea a muerte, Zeus pesa las keres de ambos guerreros para determinar quién morirá. Como la ker de Héctor se consideró más pesada, se le destinó a morir.
Durante el festival conocido como Antesteria, las Keres eran ahuyentadas. Sus equivalentes romanas eran Letum (la Destrucción) o las Tenebrae (las Tinieblas).